# Вроцлав-Брохув
Вроцлав-Брохув (пол. Wrocław Brochów) — сортировочная грузовая железнодорожная станция в городе Вроцлав (расположенная в дзельнице Брохув), в Нижнесилезском воеводстве Польши.
Станцию построили в 1892—1896 годах, когда эта территория была в составе Германской империи.